# Telipogon andreetae
Telipogon andreetae är en orkidéart som beskrevs av Dodson och Alexander Charles Hirtz. Telipogon andreetae ingår i släktet Telipogon och familjen orkidéer.
Artens utbredningsområde är Ecuador. Inga underarter finns listade i Catalogue of Life.